# Gladys Chai von der Laage
Gladys Chai von der Laage, geborene Ng Mei Chai (* 22. Februar 1953 in Malaysia) ist eine Fotografin und ehemalige malaysische Leichtathletin.
Sie nahm im Fünfkampf an den Olympischen Spielen 1972 in München teil. Bei den Asienmeisterschaften 1973 gewann sie in Manila im Hochsprung die Silbermedaille. In den 1970ern emigrierte sie nach Deutschland und heiratete den Journalisten Rolf von der Laage. Bei der Kölnischen Rundschau lernte sie das Fotografen-Handwerk und baute mit ihrem Mann in Köln eine Agentur auf. Als Sportfotografin ist Chai von der Laage regelmäßig bei Höhepunkten wie Meisterschaften und Olympischen Spielen tätig.